# Crocis
Le CROCIS est le centre d’observation du commerce, de l'industrie et des services d'Ile-de-France. Créé en 1994, il coordonne la publication "Chiffres clés de la région Ile-de-France" en collaboration avec l'Insee et l'IAU. Il publie des analyses chiffrées et commentées sur l’économie francilienne en partenariat avec les principaux organismes d'études sur l'Ile-de-France (Insee Île-de-France, Institut d'Aménagement et d'Urbanisme de la région Ile-de-France, Conseil Régional d’Île-de-France, Paris Région Entreprise (PRE) d’Île-de-France …). Le CROCIS est rattaché à la Chambre de Commerce et d’Industrie de région Paris Ile-de-France.

## Activités

### Conjoncture
Le CROCIS étudie la conjoncture des départements d’Ile-de-France et réalise chaque trimestre des tableaux de bord de conjoncture aux niveaux régional et départemental,.

### Économie sectorielle
Il réalise des études sur différents secteurs de l’industrie,, du commerce , et des services,en Ile-de-France, en croisant approche sectorielle et territoriale. Sont notamment étudiés : le panorama d’un secteur, son poids économique, ses grandes
problématiques, l’implantation géographique des entreprises, les emplois et leurs évolutions, les marchés et leurs mutations, les perspectives de
développement. Le CROCIS réalise deux fois par an une enquête sur les soldes,auprès des commerçants parisiens.

### Publications
Le CROCIS diffuse ses travaux et son actualité à travers des publications régulières, consultables et téléchargeables gratuitement sur le site web du CROCIS : synthèses rapides sur un secteur d'activité ou une thématique (Enjeux Ile-de-France), analyses approfondies (Cahiers du CROCIS) et tableaux de bord de conjoncture. 

### Formations aux thématiques de l’observation économique
Le CROCIS propose des formations d’une journée portant sur les thèmes de l'observation économique : les enquêtes auprès des chefs d’entreprise, le diagnostic territorial, la veille territoriale, le calcul des retombées économiques d'un événement, la cartographie, la conjoncture.

### Veilleterritoriale
Le CROCIS propose aux collectivités locales de prendre en charge leur démarche de veille sur les territoires et les acteurs d’Ile-de-France, de la collecte à l’analyse et la diffusion des informations utiles.

### Accompagnement à la création d’un observatoire économique
Le CROCIS apporte son expertise aux structures souhaitant créer leur observatoire économique : de la définition des objectifs (diagnostic économique du territoire, recueil des besoins, moyens) à la mise en place de l’observatoire (recrutement de l’équipe, élaboration des indicateurs de suivi, lancement des publications).

### Études et enquêtes
Le CROCIS mène des missions d’études et d’enquêtes (mise en place de diagnostics, conduite d’entretiens qualitatifs, organisation d’enquêtes en ligne, analyse et
traitement statistique des résultats, élaboration de processus de recommandations, etc.) sur des problématiques diverses.

## Gouvernance
Le responsable du CROCIS est Julien Tuillier 